# わたしは生きていける
『わたしは生きていける』（原題:How I Live Now）は2013年にイギリスで製作されたドラマ映画である。監督はケヴィン・マクドナルド、主演はシアーシャ・ローナンが務める。なお、本作の原作はメグ・ローゾフの同名小説（2004年刊行）である。

## あらすじ
近未来のイギリス。アメリカ人であり15歳の少女デイジーはイングランドの田舎で親戚と暮らすことになった。当初、孤独感や疎外感に悩まされていたが、徐々に周囲に馴染んでいった。その中で、デイジーはハンサムな青年、エドマンドと恋に落ちた。しかし、そんなのどかな生活もヨーロッパが戦争状態に陥ったために崩壊する。デイジーは明日をも知れぬ世界で、生きるための戦いを強いられるのだった。

## キャスト
- シアーシャ・ローナン - デイジー
- ジョージ・マッケイ - エドマンド
- トム・ホランド - アイザック
- ハーリー・バード - パイパー
- アンナ・チャンセラー - ペンおばさん
- コーリイ・ジョンソン - 領事館の職員
- ダニー・マケヴォイ - ジョー
- ダーレン・モーフィット - 軍曹
- ジョナサン・ラグマン - ニュースのレポーター
- ステラ・ゴネット - ミセス・マケヴォイ
- デス・マカリア - マケヴォイ少佐
- ポール・ローナン - 追跡する男２

## 製作
2012年6月、本作の主要撮影がイングランドとウェールズで始まった。

## 公開
2013年7月25日、マグノリア・ピクチャーズが本作の北米配給権を購入した。
本作は2013年9月に開催された第38回トロント国際映画祭のスペシャル・プレゼンテーションで上映された。

## 評価
映画批評集積サイトのRotten Tomatoesには101件のレビューがあり、批評家支持率は67%、平均点は10点満点で6.3点となっている。サイト側による批評家の意見の要約は「シアーシャ・ローナンがいい演技を披露してはいるが、脚本がヤングアダルト向けの陳腐なものになっている。その結果、『わたしは生きていける』はティーンエイジャーの恋愛物語と秩序が破壊された後の世界の人間ドラマが雑にブレンドされた映画になってしまった。」となっている。また、Metacriticには29件のレビューがあり、加重平均値は57/100となっている。
『バラエティ』のジャスティン・チャンは「出来栄えにむらがあるが、原作小説を忠実に映画化にしている。」と述べている。『ハリウッド・リポーター』のトッド・マッカーシーは「荒廃した世界を舞台にした、よくある少年少女の恋愛物語だ」と評している。